# Michael London
Michael London es un productor de cine estadounidense. Actualmente es socio de Janice Williams en la compañía Groundswell Productions. En 2005 obtuvo una nominación al Premio Óscar por su labor en Sideways.

## Carrera
Durante su carrera ha producido cerca de veinte películas, entre las que se incluyen Sideways, The Visitor, Win Win y Smart People. Antes de la formación de Groundswell, su compañía Michael London Productions había hecho negocios con Paramount Pictures, y antes de iniciar su propio negocio ofició como productor en USA Films/Focus Features.
La película Sideways obtuvo una nominación al Premio Óscar a mejor película en 2005. Un año después, London fue reconocido como el productor del año en el marco del Festival Internacional de Cine de Palm Springs. En 2013 firmó un contrato con Fox 21 para iniciar labores como productor de televisión.

## Filmografía

### Cine
- 40 Days and 40 Nights (2002)
- The Guru (2002)
- Second String (2002)
- Thirteen (2003)
- House of Sand and Fog (2003)
- Sideways (2004)
- The Family Stone (2005)
- The Illusionist (2006)
- King of California (2007)
- The Visitor (2007)
- The Mysteries of Pittsburgh (2008)
- Smart People (2008)
- Appaloosa (2008)
- Milk (2008)
- The Informant! (2009)
- The Marc Pease Experience (2009)
- All Good Things (2010)
- Win Win (2011)
- Lola Versus (2012)
- Very Good Girls (2013)
- The Final Girls (2015)
- Trumbo (2015)
- The Hollars (2015)
- Love the Coopers (2015)
- Birth of the Dragon (2016)
- Farming (2018)
- The Greatest Hits
(2024)

### Televisión
- Betas (2013–2014)
- The Astronaut Wives Club (2015)
- The Magicians (2015–2020)
- Chance (2016–2017)
- Snowfall (2017–presente)
- SMILF (2017–2019)

## Premios y distinciones
Premios Óscar
| Año  | Categoría      | Película    | Resultado |
| ---- | -------------- | ----------- | --------- |
| 2005 | Mejor Película | Entre copas | Nominado  |